# Arnaud Anastassowa
Arnaud Anastassowa (* 23. Januar 1988 in Forbach, Frankreich) ist ein französisch-bulgarischer Fußballspieler auf der Position eines Abwehrspielers. 

## Karriere

### Jugend
Anastassowa begann mit dem Fußball im Nachwuchsbereich seines Heimatvereins, dem US Forbach. Für diesen durchlief er bis 2005 mehrere Jugendspielklassen, ehe er in die Jugendabteilung des FC Metz wechselte, dessen Profimannschaft zum damaligen Zeitpunkt in der Ligue 1, der höchsten Spielklasse im französischen Fußball, vertreten war. Beim Klub kam er vorwiegend im Nachwuchs beziehungsweise in der B-Mannschaft zum Einsatz. Nach Jahren in der Jugend erkämpfte sich Anastassowa einen Platz im Kader der Profimannschaft, die nach der Saison 2005/06 auf dem letzten Platz rangierend in die zweithöchste Liga, die Ligue 2, abstieg. Die Mannschaft schaffte nach einer guten Saison 2006/07 den Wiederaufstieg nahezu ohne Probleme.

### Vereinskarriere
Nachdem er zuvor schon des Öfteren im Kader der Profimannschaft stand, gab Anastassowa schließlich am 17. Mai 2008 beim 4:3-Heimsieg über den UC Le Mans sein Profidebüt in der Ligue 1. Beim Spiel der 38. und damit letzten Runde der Saison, spielte der junge Franzose, dessen Eltern aus Bulgarien stammen, die volle Spieldauer durch. Gleich am Ende der Spielzeit stieg die Mannschaft abermals auf dem letzten Platz rangierend in die Zweitklassigkeit ab. Auch in der Saison 2008/09 stand Anastassowa im Kader der Profis, kam aber zu keinem Ligaeinsatz, weshalb die Vereinsführung beschloss, Anastassowa nach 39 Einsätzen für die B-Mannschaft an einen anderen Verein weiterzugeben.
Am 4. Juli 2009 wurde bekanntgegeben, dass der Abwehrspieler vom luxemburgischen F91 Düdelingen unter Vertrag genommen wurde. Bei der ersten Mannschaft mit Spielbetrieb in der Nationaldivision gab er am 2. August 2009 sein Teamdebüt, als er beim 3:1-Auswärtserfolg über den CS Fola Esch die volle Spieldauer auf dem Rasen stand. Nachdem er sich noch in der Frühphase beim neuen Klub am Meniskus verletzt hatte und so für einen gewissen Zeitraum ausgefallen war, kam er bis zum Winter auf lediglich drei Meisterschaftseinsätze und verließ die Luxemburger daraufhin – laut Aussage des Vereins – in Richtung Grenoble. Nach einer offenbar mehrmonatigen Vereinslosigkeit schloss er sich im Sommer 2010 seinem Heimat- und ehemaligen Ausbildungsverein US Forbach an, wo er in der französischen Unterklassigkeit spielte. Im Sommer 2014 wechselte er zum Sarreguemines FC. Hier bestritt er nur drei Spiele und nach Saisonende verließ er den Verein mit unbekanntem Ziel.
Zur Saison 2018/19 tauche der Spieler dann beim saarländischen Bezirksligisten FC Ensdorf im Kader auf. 